# Меншиковски дворец
Меншиковският дворец (на руски: Меншиковский дворец) е дворец в Санкт Петербург, Русия, разположен на брега на ръкава Голяма Нева на остров Василевски.
Строежът на сградата започва през 1710 година, като тя е предназначена за резиденция на Александър Меншиков, приближен на цар Петър I и първи генерал-губернатор на Санкт Петербург. Той започва да я използва още на следващата година, но строителните работи продължават до 1727 година, когато Меншиков изпада в немилост и дворецът е конфискуван.
През следващите десетилетия сградата се използва от Кадетския корпус, а в края на 19 век е превърната в негов музей, който просъществува до 1924 година. След продължителна реставрация през 1981 година Меншиковския дворец отново става музей като клон на Ермитажа, в който са изложени произведения на руското изкуство от края на 17 век и началото на 18 век.